# Samoëns
Samoëns este o comună în departamentul Haute-Savoie din sud-estul Franței. În 2009 avea o populație de 2.311 de locuitori.

## Evoluția populației
| An        | 1975  | 1982  | 1990  | 1999  | 2006  | 2009  |
| --------- | ----- | ----- | ----- | ----- | ----- | ----- |
| Populație | 1.724 | 1.954 | 2.148 | 2.323 | 2.332 | 2.311 |